# Gerard Meerman
Barón Gerard Meerman (1722-1771) fue un consejero, escritor y erudito de Holanda.
Gerlach Scheltinga (1708-1765) fue un jurisconsulto holandés, quien dejó escritas tres arengas académicas, dos disertaciones y dos memorias críticas sobre pasajes de jurisconsultos griegos en el Novus thesaurus juris civilis et canonici de Meerman. (cita sacada de la obra Biographie universelle ancienne et moderne, París, 1847)

## Biografía
Meerman nació en Leiden, Holanda meridional, de la misma familia que Guillermo Meerman, marino, hijo de un burgomaestre de Delft, quien viajó en 1612 por las costas norte de América, y dejó Comedia vetus of Bootsmans praetje, 1718, in-4º con sabias notas de Van den Hoven, y un glosario de palabras obscuras de suranés y también una sátira de las querellas teológicas entre gomaristas, de Franciscus Gomarus, y arminianos, de Jacobo Arminio.
Meerman a los 17 años compuso su primera obra, y su gusto por las letras no lo abandonó jamás, y a pesar de los empleos que ocupa, encuentra tiempo para redactar escritos estimables.
Meerman de 1744 al 47 realizó diversos viajes, y a su retorno en 1747 fue nombrado consejero pensionista de la villa de Róterdam en 1753 y dimitió en 1767.
Meerman había sido enviado en una embajada 1757 a Inglaterra para arreglar diferencias de comercio entre esta y Holanda, y en 1766 fue nombrado consejero del alto tribunal de la caza de montería de Holanda y Frisia, y el emperador le confirió el título de barón del Imperio y Luis XIV de Francia le otorga el título de la Orden de San Miguel.
Meerman gran amante de los libros poseía una inmensa y preciosa colección, y había adquirido la biblioteca de Pablo Chiva, canónico de la iglesia de San Juan de Jerusalén, Valencia, España y cotejó los manuscritos del colegio de Clermont de los jesuitas de París, y entre las diversas obras que dejó sobresale unos prefacios instructivos sobre el tesoro de Otón, orígenes de la tipografía apoyando como inventor de la imprenta a Lorenzo Coster por los años 1440 y la academia de Gotinga propuso un premio sobre investigaciones y Meerman sobre lo mismo en <<Nueva acta erudita>>, de septiembre de 1761, proponiendo un premio de 25 ducados, y fue para el historiador y crítico Gregorio Mayans.
Meerman tuvo un hijo Johann Meerman (1753-1815) quien viajó a Sajonia, Prusia, Francia, Italia, Alemania, Gran Bretaña, Irlanda, Dinamarca, Suecia, Finlandia y Rusia, quien recibió en 1784 un premio de la Academia de Inscripciones y Lenguas Antiguas, y bajo el reinado de Luis Bonaparte fue director de bella letras e instrucción pública del Reino de Holanda y devino conde y senador del Imperio napoleónico y aumentó la rica biblioteca de su padre y dejó escritas Supplementum novi Thesauri juris civilis et canonici, La Haye, 1780, Catalogus codicum manuscriptorum:..., 1824, libros de sus viajes por Europa, un libro sobre Cristián II de Dinamarca, sobre Hugo Grocio, sobre Pedro el Grande y sobre Guillermo de Holanda, entre otras obras.

## Obras
- Diatriba antiquario juridica....., Leyde, 1741.
- Specimen calculi funcionalis, Leyde, 1742.
- Specimen animadversionum criticarum in Caii institutiones, Madrid, 1743.
- Conspectus novi Thesauri juris civilis et canonici, 1751.
- Conspectus originum typographicarum proxime in Lucem edendarum, 1761.
- Plan du traite des origines typographiques, Ámsterdam, 1762.
- Origines typographicae, La Haye, 1765.
- Geradi Meerman et doctorum virorum ad eum epistolae..., La Haye, 1767.
- Admonitio de chartae nostratis,..., 1767.
- The origin of printing:..., London, 1776.
- De l'invention de l'imprimerie, París, 1809.
- Bibliotheca Meermanniana:...., Hagae Comitum, 1824, 4 vols.
- Antiquitates typographicae pragmaticae
- Historia regum Vandalorum in Africa
- Notas en la antología latina de Pieter Burmann el Joven